# Lone Oak (Tennessee)
Lone Oak es un lugar designado por el censo ubicado en el condado de Sequatchie en el estado estadounidense de Tennessee. En el Censo de 2010 tenía una población de 1.206 habitantes y una densidad poblacional de 71,95 personas por km².

## Geografía
Lone Oak se encuentra ubicado en las coordenadas 35°12′3″N 85°22′7″O / 35.20083, -85.36861. Según la Oficina del Censo de los Estados Unidos, Lone Oak tiene una superficie total de 16.76 km², de la cual 16.76 km² corresponden a tierra firme y (0%) 0 km² es agua.

## Demografía
Según el censo de 2010, había 1.206 personas residiendo en Lone Oak. La densidad de población era de 71,95 hab./km². De los 1.206 habitantes, Lone Oak estaba compuesto por el 98.76% blancos, el 0% eran afroamericanos, el 0.17% eran amerindios, el 0.17% eran asiáticos, el 0% eran isleños del Pacífico, el 0.08% eran de otras razas y el 0.83% pertenecían a dos o más razas. Del total de la población el 0.83% eran hispanos o latinos de cualquier raza.